# Milla delicata
Milla delicata là một loài thực vật có hoa trong họ Măng tây. Loài này được H.E.Moore mô tả khoa học đầu tiên năm 1953.